# 西野亮廣
西野 亮廣（にしの あきひろ、1980年〈昭和55年〉7月3日 - ）は、お笑いタレント、絵本作家、エンターテイナー。漫才コンビ・キングコングのツッコミ担当。相方は梶原雄太。

## 経歴

### 1999年
- 梶原雄太とキングコング結成。吉本総合芸能学院 (NSC) に22期生として入った時は、別の相方と「グリーングリーン」というコンビを組みボケを担当していた[4]。

### 2001年
- 『はねるのトびら』（フジテレビ）のレギュラーに選ばれる。番組内ではツッコミ役であり、各コーナーで進行を務めることが多かった。

### 2005年
- 7月、月9ドラマ『スローダンス』（フジテレビ）でドラマデビュー。本来標準語で記載されている台本を自ら関西弁に直していた。同年秋からソロトークライブ『西野亮廣独演会』を月一で開催。

- 11月21日にブログ『西野公論』を立ち上げ、それ以来毎日更新していたが、2010年7月3日をもって自身が30歳の誕生日を迎えたのを機に終了した。

- 『音楽戦士 MUSIC FIGHTER』の企画で、自らムード歌謡曲を作詞作曲。

### 2006年
- 2月22日、西野亮廣とおかめシスターズとして『逢いたくて五反田』でソロCDデビュー。

### 2009年
- タモリからのアドバイスをきっかけに絵本作家を志し[5]、独学で絵を学ぶと、約5年の月日をかけ制作した初の作品となる絵本『Dr．インクの星空キネマ』を1月26日に発売、にしの あきひろ名義で絵本作家としてデビューした[6][7]。

### 2010年
- 1月25日には2冊目の絵本『Zip&Candy -ロボットたちのクリスマス-』を出版、銀座では完成記念個展も開かれた。

- 5月には、西野亮廣名義で小説『グッド・コマーシャル』を発表[8]。

### 2012年
- 11月にはタモリの原案による3冊目となる絵本『オルゴールワールド』を上梓した[9]。

### 2013年
- 2月にクラウドファンディングにより出資を募り、ニューヨーク・トライベッカのOne Art Spaceにおいて初の海外絵本絵画展「Akihiro Nishino Solo Art Exhibition」を開催した[10][11]。

- 2月、自身のツイッター上で放送作家・鈴木おさむの著書『芸人交換日記』に対し批判的なツイートをしたことで炎上。これに対し鈴木の妻で事務所の先輩である大島美幸（森三中）が激怒し、『FNS27時間テレビ』（フジテレビ）にて共演した際に西野に対し、簡潔で事務的な詫び状と共に、西野の自著の絵本を送るなど、売名行為じみた誠意の欠けた謝罪を受けたことを暴露し、改めて西野に怒りの意志を示した。西野もこれに反論したことで生放送中にもかかわらず一触即発の状態となる。以降、長きにわたり正式な和解はなされなかったが、同年11月14日放送の『アメトーーク』（テレビ朝日）で「好感度低い芸人」として出演した際、サプライズゲストとして呼ばれた鈴木と対面し、西野はその場で土下座をして謝罪し、ようやく和解した[12]。
- 11月には「TDW ART FAIR 2013」の「小川登美夫賞」「川崎健二賞」を受賞した[13]。

### 2014年
- 2014年8月、2015年8月と2年連続で、日比谷公会堂にて独演会を開催[14][15]。2年連続共に、チケットの2000枚を手渡しで販売し1年かけて完売[16]。

### 2015年
- 4月、ニューヨークのPlaywrights Horizonsにて初の海外独演会『西野亮廣独演会 in ニューヨーク』を開催した[17]。

- 8月2日から約1か月間、東京・青山の伊藤忠青山アートスクエアにおいて『にしのあきひろ絵本原画展 in おとぎ町ビエンナーレ』を開催[18][19]、1万人を動員した。

- 秋に東京・新宿の明治神宮絵画館前で開催された『TOKYO DESIGN WEEK 2015』では、TDWを主催するNPO法人デザインアソシエーションの理事でもある自身が発案した『Shibuya Halloween Ghostbusters』の企画でハロウィンで捨てられたゴミを集めたトラッシュアートの展示[20]、自らがプロデュースした「西野アトリエ＆カフェ」を期間中にオープン。

- 12月5日から20日まで、東京・銀座のREIJINSHA GALLERYにおいて個展『ニシノアキヒロ展』を開催[21]。

### 2016年
- 1月頃、オンラインサロン「おとぎ町商工会（現・西野亮廣エンタメ研究所）」を開設。会員数は2020年9月時点で、7万人を突破している[22]。

- 3月に行われた自身がMCを務める『ガリゲル』（読売テレビ）のイベント『ガリゲル音楽祭 おとあい』のオープニングトークで楽屋にあった「パインアメ」を配って話題を呼んだことで、「パインアメ」製造元のパイン株式会社より業務用「パインアメ」10袋（10kg）の贈呈を受け、自身のライブで配りきれなかった「パインアメ」を常に持ち歩き道行く人から声をかけられるたびに無料で配布。この活動に対し同年6月にパイン株式会社より感謝状を受け、また8月8日の「パインアメの日」まで同社の「特命配布主任」に任命された[23]。

- 4月にはショコラティエ・小山進とのコラボレーションによる絵本『The Lost Treasure 失われたアルアコの秘宝 〜時を経て再び巡り会う運命のカカオの物語〜』を発表[24]、同年10月21日に自身が構想を考え文章と絵コンテ、キャラクターデザインを担当し自身初となる完全分業制の形をとった[25]4年半をかけて制作した絵本『えんとつ町のプペル』を出版した[26]。

- 5月、株式会社クラウドワークスの“デタラメ顧問”に就任[27]。

### 2017年
- 10月、株式会社NISHINOを設立[3]。

### 2018年
- 1月12日、振袖販売などを手掛けるはれのひが同年の成人の日に突然店舗を閉鎖した問題を受けて、被害者を対象とした「リベンジ成人式」（あらためて新成人を祝う会[28]）という無料イベントを横浜港で主催すると発表[29]（企画は田村有樹子[28][30]）。2月4日に実施した[31]。費用は、西野が運営するビジネス「レターポット」の収益[32]を充てたという[33][34]。

- 6月4日、ライブストリーミングサービス「SHOWROOM」の新番組『猫舌SHOWROOM』発表会に中継で参加し、地元である兵庫県川西市に美術館を作るため、3億円の借金をしたと宣言し、同番組で借金3億円を返済する企画を立ち上げた[35]。翌日5日に自身のブログで「今現在まるで貯金がないのに、3億円の借金を抱えることになった。キミはどうするつもりだ？このまま僕を見殺しにするのか？（中略）死ぬぞマジで！なんとかしろや！！」と煽り[36]、寄付を募ったことがネット上で問題となり、炎上状態になったことを受け、7日、自身のブログで「3億もの借金が可能とは思えない法人において、すでに借金の契約を結んだとも取れるような表現をして、寄付を募ったことは、誤解を大きく招いてしまい、また寄付をしてくれようとする方も不安に思わせてしまうやり方であったと深く反省しております」と謝罪し、募金の受付中止を発表した[37][38]。

### 2020年
- 12月25日、映画「えんとつ町のプペル」が全国上映される。

### 2021年
- 1月30日、吉本興業は西野亮廣とのマネジメント契約を終了すると発表した[39][40]。梶原は引き続き所属する旨を話している。本人は吉本とは喧嘩別れではなく円満退社だと強調しているが、31日放送の『ワイドナショー』で松本人志が「円満がこんなバタバタ急に辞めるわけないもんね」と西野の円満退所という主張に疑問を呈していた[41][42][43]。

- 2月1日、株式会社NISHINOを「株式会社CHIMNEY TOWN」に改名[3]。

### 2022年
- 7月3日、西野が原作・脚本・演出で参加したファミリーミュージカル「えんとつ町のプペル」の全編映像が公式YouTubeチャンネルにて無料公開された[44]。
- 9月、地元である兵庫県川西市にえんとつ町を体現した自邸（通称：見上げる家）が完成した。西野の不在時はレンタルスペースとして貸し出されている[45]。
- 10月31日、西野がファウンダーであるDAOコミュニティ「CHIMNEY TOWN DAO」よりNFTコレクション『Halloween Poupelle』が販売される。一般販売前のプライベートセール開始後47秒で1万点全てが売り切れ、OpenSeaでの取引量で世界一位を獲得し、トレンドランキングでも一位を獲得した[46]。
- 12月19日、西野が取締役を務める株式会社CHIMNEY TOWNがクラウドファンディングプラットフォーム「PICTURE BOOK」の運営を開始した。第一弾プロジェクトが2023年1月31日に終了し、支援総額は1000万円を突破した[47]。

## 人物

### 幼少期
- 名前の「亮廣」は、『三国志』の「諸葛亮（しょかつりょう）」から「亮」という字をとった[48]。父が大の三国志好きで、賢い子になるようにと付けた。「廣」は画数で縁起がいいからという理由から。「廣」は旧字体であるため、ネットニュースなどでは、新字体で「亮広」と表記されることがある。
- 4人兄弟の3番目で、兄、姉、弟がいる。生活に窮するほどではないが、決して裕福ではなかった[49]。
- 兵庫県川西市で生まれ育つ[50]。幼少期に近所のスーパーの駐車場で行われたプロレスの巡業の歓声を西野はのちに「生まれて初めて聴いたエンターテイメントの音」と表現している。その後はテレビのお笑い芸人やUFO特番に夢中になる[51]。
- 小学校低学年の頃、「志村けんのモノマネ」にクラスの皆と当時気になっていた女の子が笑ってくれたことをきっかけにテレビの世界を意識するようになる[52]。

### 中学時代
- 同じ部活動の同級生の友人宅で吉本興業の若手芸人達が小さな劇場から放送するランキング形式のネタ番組『すんげ〜！Best１０』を観てテレビの世界に行くことを決心する[53]。
- 中学卒業と同時に吉本興業へ入ろうと考えていたが、親の説得により高校までは通うこととなる[54]。
- 学力試験の成績が悪くこのままでは自宅近くの公立高校へ行けないと考えた西野は学習塾へ入学。ここで教わる側ではなく教える側となったことをきっかけに勉強の楽しさに目覚め、学年最下位付近だった数学で学年トップの成績をおさめる。この経験がのちに自身が主催する学校イベント「SA-CUS 世界で一番楽しい学校」に繋がる[55]。

### 高校時代
- 西野は友人とともにクリスマス当日となる12月25日の二学期の終業式に合わせて校庭にクリスマスツリーを立てる計画を実行した。西野はのちに当時を振り返って「結局、僕の目的は子供の頃から何も変わらなくて……友達と一緒に計画を立てて、実行して、皆が楽しそうにしているところを見て、”俺たち、やったね”とニヤニヤしたいだけ。」と語っている[56]。

### 結婚観
- 2022年5月15日、西野はボイシーを更新、身に覚えのないところで婚姻届を出されていたことを明らかにした[57]。西野は「昨日（13日）の夜中、郵便受けを開けたら、数日前に届いていた区役所さんからの“婚姻届を受理できません”というお知らせがあって…。そもそも受理できませんも何も、結婚願望もなければ、もちろん婚姻届は出してないけど」と困惑しながら語った[57]。そのうえでボイシーを収録した14日は丸一日、関係各所への対応に追われた[57]。

### 交友関係
- ドラマ「スローダンス」で共演した俳優の妻夫木聡とは同い年であることから、この作品をきっかけにドラマの役柄同様に親しい友人となった。2人で飲みに行くと主に歴史のことを語り合うらしい、またドラマの打ち上げでは妻夫木と2人で漫才をしたとのこと。
- 同作で当時はまだ若手だった田中圭とも共演しており、撮影後に自身が行きつけの水炊き屋に連れていきご馳走をしたことがある（数年後に大ブレイクした田中は、この時の水炊きの味が忘れられず改めて店に足を運んだと番組で発言している）。
- 女優の上戸彩とは、はねるのトびらで初めて共演した際に当時18歳だった上戸に対してツッコミとして頭を叩き泣かせたことがある。当然その場にいたはねトびメンバー全員から非難を浴び、上戸の関係者からは睨まれたのこと（しかし上戸とはこの収録後にお互いを「西野っち」「彩ちゃん」と呼び合うほど仲良くなった）。
- 「はねるのトびら」のメンバーではインパルスとロバートの馬場裕之と特に仲が良い。
- タモリとは「笑っていいとも」のレギュラー出演中はタモリの楽屋に入り浸ったり、担当曜日の前日に家に泊まりに行き夫人の手料理を食べたあとにタモリの運転でアルタへ向かったこともある。2人で旅行もしたことがあり、自身が絵本を描くきっかけをくれたのがタモリであることを幾度も公言している。
- 加地倫三、佐久間宣行、片岡飛鳥から信頼を置かれている、特に加地は当初西野アンチであったが食事を共にし一気に大好きになったとのこと。
- 東野幸治からは2018年の著書のタイトルを引用して「新世界の創造主」とよばれている[58][59]。

### 肩書
様々な肩書を持つ。
- 革命家
- 芸人
- 絵本作家
- 映画監督
- 脚本家
- 作曲家
- スナックオーナー
- カフェオーナー
- 会社の経営者
- 会社の顧問
- OTHELLO 共同プロデューサー
- ジミー・アワード プレゼンター
- 製作総指揮

## 主な出演

### 現在の出演作品

#### インターネット放送
- 西野亮廣 / Akihiro Nishino（YouTube、2020年9月26日 - ）
- #キンコン西野さんの朝礼（Voicy）、2019年9月26日 - ）
- キングコング西野の『恐竜ランド』（stand.fm、2021年9月19日 - ）

### 過去の出演作品

#### テレビ番組
ドラマ
- スローダンス（フジテレビ、2005年7月4日 - 9月12日） - 木田貴司 役
- 示談交渉人 ゴタ消し（読売テレビ、2011年1月6日 - 3月31日） - 白井虎次郎 役
- ゆりちかへ ママからの伝言[61]（2013年1月26日、名古屋テレビ制作 テレビ朝日系列） - エキストラ
- 金曜プレステージ 独占初告白!250億騙し取った男たち〜急増・振り込め詐欺!蟻地獄と化す犯罪組織の全貌公開〜（フジテレビ、2014年8月22日） - 主演・楠木剛 役

バラエティ
- 「22」〜西野亮廣アワー〜（ヨシモトファンダンゴTV）
- クロノス（フジテレビ、2007年7月23日・8月6日）
- 恋するハニカミ!（TBSテレビ、過去4回ほど出演）
- 堂本剛の正直しんどい（テレビ朝日、不定期）
- 人志松本の○○な話（フジテレビ、2011年11月11日ゲスト出演）
- オレミングの法則〜芸能人、俺だけが知っている隠れ法則〜（テレビ東京、2011年1月2日）※単発
- ゴリ×西野の語り旅〜こだわり人に会おう〜（フーディーズTV、2012年5月 - 2013年5月 ※隔月）
- テレビをほめるYESTV（NOTTV、過去2回出演）
- 七人のコント侍（NHK BSプレミアム）
- ゴッドタン（テレビ東京、不定期） - 2014年2月1日、6月21日、2015年6月20日、2016年2月6日、7月2日、7月9日、2017年6月3日、2018年1月13日、11月3日、2019年11月3日、2024年10月15日
- ガリゲル（読売テレビ、2010年4月 - 2019年9月）
- 7G〜SEVENTH GENERATION〜（フジテレビ、2019年8月31日、12月25日、2020年3月26日）
- ダウンタウンなう（フジテレビ、2019年9月20日）
- 直撃!シンソウ坂上（フジテレビ、2020年4月30日）
- トークィーンズ（フジテレビ、2022年10月27日）
- ラヴィット!（TBS、2024年2月29日、10月31日）

ネット配信番組
- キングコング西野の"ろくでもない夜"（casTYコンテンツ『ひかり荘』月曜レギュラー24時頃 - 26時頃、2006年11月 - 2007年10月）

- 会議を見せるテレビ（ニコニコ生放送、2015年10月 - 2017年8月）
- ハミダシター（フジテレビオンデマンド、2016年9月 - 2018年4月6日）
- エゴサーチTV（AbemaTV、2017年4月 - 2018年7月）
- 株式会社ニシノコンサル（AbemaTV、2018年8月 - 2020年3月※2019年4月から月1回）
- 西野亮廣の猫舌SHOWROOM（SHOWROOM、2018年6月 - 2020年、2019年から月1回）
- 罵倒村（2025年5月13日、Netflix）[62] - 教団「腐地獄」の教祖 役

#### 映画
- ホームレス中学生（2008年10月25日公開） - 田村研一 役
- ワーキング・ホリデー（第4回沖縄国際映画祭 Peace部門出品作品） - ゲスト出演
- MG-2416（第5回沖縄国際映画祭 地域発信型映画出品作品）
- デンサン （未公開、ジャポニスム2018参加作品、一般財団法人伝統的工芸品産業振興協会後援作品）-主演・久遠茂 役
- BLUE FIGHT 〜蒼き若者たちのブレイキングダウン〜（2025年1月31日公開）[63]

#### 定期単独ライブ
- 西野亮廣独演会（2003年冬 - ） - 以前は月一回のペースで日本各地で開催していたが、2014年現在不定期。公演記録が西野亮廣独演会DVD(2010年07月14日発売)に収録されている。[64]

| No.    | 日付       | 都市   | 会場                         |
| ------ | ---------- | ------ | ---------------------------- |
| 第1回  | 2003.12.7  | 大阪   | うめだ花月                   |
| 第2回  | 2004.3.4   | 大阪   | うめだ花月                   |
| 第3回  | 2005.9.27  | 東京   | 銀座小劇場                   |
| 第4回  | 2006.5.10  | 大阪   | うめだ花月                   |
| 第5回  | 2006.6.29  | 東京   | 音楽の友ホール               |
| 第6回  | 2006.7.19  | 大阪   | うめだ花月                   |
| 第7回  | 2006.7.25  | 東京   | シアターモリエール           |
| 第8回  | 2006.10.15 | 小倉   | ラフォーレミュージアム小倉   |
| 第9回  | 2006.11.5  | 名古屋 | 名古屋PARCO クレストンホテル |
| 第10回 | 2007.2.11  | 北海道 | BLOCH                        |
| 第11回 | 2007.3.11  | 熊本   | ぺいあのPLUS                 |
| 第12回 | 2007.5.20  | 三重   | アストホール                 |
| 第13回 | 2007.6.24  | 広島   | クラブクアトロ               |
| 第14回 | 2007.7.16  | 北海道 | 遊人002                      |
| 第15回 | 2007.8.26  | 青森   | 青森県観光物産館アスパム     |
| 第16回 | 2007.9.16  | 沖縄   | 国立劇場おきなわ             |
| 第17回 | 2007.9.24  | 大分   | AT HALL                      |
| 第18回 | 2007.9.27  | 東京   | シネマライズ                 |
| 第19回 | 2007.11.5  | 長野   | NAGANO CLUB JUNK BOX         |
| 第20回 | 2007.12.19 | 栃木   | LIVE HOUSE KENT              |
| 第21回 | 2008.1.28  | 群馬   | 桐生市市民文化会館           |
| 第22回 | 2008.2.11  | 徳島   | 徳島県立21世紀館             |
| 第23回 | 2008.3.23  | 新潟   | 新潟県民会館                 |
| 第24回 | 2008.5.28  | 山形   | ミュージック昭和Session      |
| 第25回 | 2008.6.16  | 宮崎   | ニューレトロクラブ           |
| 第26回 | 2008.7.20  | 福岡   | あじびホール                 |
| 第27回 | 2008.8.27  | 愛媛   | 松山キティホール             |
| 第28回 | 2008.9.17  | 山口   | 周南TIKI-TA                  |
| 第29回 | 2008.10.19 | 佐賀   | 佐賀GEILS                    |
| 第30回 | 2008.11.26 | 岡山   | 三丁目劇場                   |
| 第31回 | 2008.12.15 | 茨城   | SPACE LAB BUBBLE             |
| 第32回 | 2009.1.12  | 鳥取   | 米子BELIER                   |
| 第33回 | 2009.2.26  | 千葉   | 木更津GRAPH                  |
| 第34回 | 2009.3.30  | 岐阜   | EVENT HALL club-G            |
| 第35回 | 2009.4.27  | 静岡   | 浜松FORCE                    |
| 第36回 | 2009.4.28  | 長崎   | メルカつきまち               |
| 第37回 | 2009.5.25  | 滋賀   | U★STONE                      |
| 第38回 | 2009.6.30  | 福島   | club SONIC iwaki             |
| 第39回 | 2009.7.6   | 富山   | 富山MAIRO                    |
| 第40回 | 2009.8.19  | 大阪   | 京橋花月                     |
| 第41回 | 2009.8.26  | 鹿児島 | LIVE TRAIN 69号              |
| 第42回 | 2009.9.29  | 岩手   | club change WAVE             |
| 第43回 | 2009.10.26 | 長野   | 飯田女子短期大学             |
| 第44回 | 2010.2.22  | 仙台   | SENDAI CLUB JUNK BOX         |
| 第45回 | 2010.5.31  | 名古屋 | SUNSHINE STUDIO              |

- ろくでもない夜 - ネイキッドロフトにて2014年現在、月一回開催中。
- 喋りたい人（2013年6月 - ） - 月1回のトークライブ。なおライブの模様はニコニコチャンネルの「西野公論」内でも視聴できる。（有料）
- サムライ★ロケット - 2004年頃にうめだ花月で開催していた。

## 主な作品

### CD
- 逢いたくて五反田（2006年2月22日発売、R and C） - 西野亮廣とおかめシスターズ名義

### DVD
- 西野亮廣独演会（2010年7月14日発売、R and C）

### 連載
- Kindai 「キングコング西野亮廣のおしゃべり地球人」（近代映画社、2007年6月号 - ?）
- 過去に『ザッピィ』（メディアファクトリー）で4コマ漫画を連載していた。
- にしのあきひろエンヤコラ日記〜絵本作りはつらいよ〜（Webマガジン幻冬舎、2012年4月 - 連載終了）
- ニコニコチャンネル「西野公論」（2012年11月 - ） - ブロマガは毎週土曜日更新（西野が30歳になるまで更新を続けたブログの復活版）
- 魔法のコンパス 道なき道の歩き方（週刊女性PRIME、2016年6月24日 - ） - 毎週金曜日更新
- 革命のファンファーレ2～現代の労働と報酬[65]（GOETHE幻冬舎、2021年7月30日 - ）

### 映像作品

#### 実写
- 赤いヘルメット（月刊DVDよしもと本物流Vol.11 2006年5月号赤版） - 監督
- 日の出アパートの青春（『YOSHIMOTO DIRECTOR'S 100 〜100人が映画撮りました〜』の一作品） - 監督
- ホリック xxxHOLiC（2022年4月29日公開） - 製作

#### アニメーション
- ペンギンボーイズ 2012年第四回沖縄国際映画祭で上映されたショートフィルム。 - 作画・監督
- 三国志ちゃん - 『青山ワンセグ開発』（NHK）の企画で制作。秋山竜次（ロバート）、堤下敦（インパルス）と共に声の出演も担当。
- 赤飯『屋根裏のペイジー』MV（2015年9月16日）[66]
- えんとつ町のプペル (2020年12月25日公開) 自身が描いた絵本のアニメ化。製作総指揮と脚本を兼任。

### 舞台作品
- 日の出アパートの青春（2008年1月16日 - 20日、神保町花月） - 脚本
- ドーナツ博士とGO!GO!ピクニック（2008年7月15日 - 8月26日の7月29日を除く毎火曜日、新宿7キャンプシアター・大久保公園 / 再演・2013年8月21日 - 29日、紀伊国屋サザンシアター、2013年9月5日、電力ホール、2013年9月8日、名鉄ホール、2013年9月13日 - 15日、梅田芸術劇場 シアター・ドラマシティ） - 脚本
- ダイヤル38（2009年5月3日 - 6日、神保町花月） - 主演、脚本、演出
- ナイスなやつらpresentsグッドコマーシャル（2012年10月22日、東京グローブ座）[注 3] - 脚本
- THE 大航海デイズ（2012年11月13日 - 19日、神保町花月） - 脚本
- ピラミッドだぁ!（2014年2月4日 - 11日、神保町花月 / 再演・2016年8月26日 - 29日、草月ホール）[注 4] - 脚本
- サリーが逃げた!（2014年6月10日 - 15日、神保町花月） - 脚本
- マッコリ兄弟と感動の巨大キャンバス（2014年11月21日 - 29日、神保町花月） - 脚本
- ダイノジ活動20周年記念公演『テイラー・バートン〜奪われた秘宝〜』（2015年8月18日 - 23日、草月ホール）[注 5] - 脚本、演出
- 『テイラー・バートン〜奪われた秘宝〜』[67]（2023年7月29日 - 30日、東京キネマ倶楽部） - 作、演出

### イラスト

#### CDジャケット
- 宮田和弥『宮田和弥』（2010年9月） - 宮田和弥のソロアルバム。
- CLIFF EDGE『Diamond Stars』（2013年10月） - CLIFF EDGEのミニアルバム。
- KIDS『回遊記-Round About-』（2014年7月） - KIDSのメジャー1stアルバム。
- ハッチハッチェルオーケストラ『前夜祭』（2014年10月） - ハッチハッチェルオーケストラの2ndフルアルバム。
- 赤飯『SEKIHAN〜許諾出たベスト〜』（2015年9月16日） - 赤飯のベストアルバム[66]。
- ウミネコ楽団『Gasparo』（2015年12月17日） - ウミネコ楽団の2ndオリジナルアルバム。
- ロザリーナ『ロザリーナ』（2016年12月7日）

#### その他イラスト
- アンラッキー花札 - 石田明（NON STYLE）考案のゲームのイラストを担当。
- 戦国時代の余談のよだん。 - 和田竜著。カバーと本文絵を担当。また、和田竜の連載コラムの挿絵も担当している。
- ふたつの星とタイムマシン - 畑野智美著。カバーイラストを担当。

### 楽曲提供
- 「えんとつ町のプペル」大王とロザリーナ
  - 自身の同タイトルの絵本のイメージソング。2016年12月7日発売のアルバム『ロザリーナ』に収録。
  - 著作権フリーにしたいがためにJASRACの登録を逃れるように隠しトラックとして上記のアルバムに収録された。
    - 著作権フリーのために一般人や芸能人などが色々なSNSでカバー。2020年4月15日にはキングコング2人でカバーし、MVと楽曲が配信された。

  - 初期の頃とは歌詞が変更されるなどしたが、2020年12月25日公開の映画ではロザリーナが担当し、その完成版ともいえる楽曲が収録された『ロザリーナ Ⅱ』が同年12月23日に発売された。

### その他
- ナイスなやつら - 石田明（NON STYLE）と、不定期に行っているコントライブ。2011年7月より全国各地で開催。
- サーカス！ -Smile Academic Crazy Unique School-[68][69] - 2014年9月21日に第1弾を開催して以降、品川プリンスホテル クラブeXにて不定期に開催している自身が校長を務めるカンファレンスイベント。芸人や企業の社長などが先生となり授業を披露する。
- 天才万博 - 2014年に開催して以降、東京キネマ倶楽部にて年に一度開催している自身が司会を務めホームレス小谷が主催する天才だけが集まる音楽フェス。
- おとぎ町[70] - クラウドファンディングのCAMPFIREで募った資金を開発費用に充てて埼玉の土地で現在建設中の自身が町長を務める町。

## 書籍

### にしのあきひろ名義

#### 絵本
- Dr.インクの星空キネマ（2009年1月26日発売、幻冬舎、ISBN 978-4-344-01610-1）
- ジップ&キャンディ ロボットたちのクリスマス（2010年11月11日発売、幻冬舎、ISBN 978-4-344-01907-2）
- オルゴールワールド（原案：タモリ、2012年11月9日発売、幻冬舎、ISBN 978-4-344-02275-1）
- The Lost Treasure 失われたアルアコの秘宝 〜時を経て再び巡り会う運命のカカオの物語〜（2016年4月1日発売、双葉社、ISBN 978-4-575-30993-5） - 著：小山進、画：にしのあきひろ
- えんとつ町のプペル（2016年10月21日発売、幻冬舎、ISBN 9784344030169）[26] 脚本・監督・絵コンテとして参加。メインイラストレーターは六七質。MUGENUPより30名以上のクリエイターが参加。
- ほんやのポンチョ（2018年12月16日発売、幻冬舎、ISBN 978-4344033832）MUGENUPが制作統括とアートディレクションを担当。
- チックタック 約束の時計台（2019年4月18日発売、幻冬舎、ISBN 978-4344034488） MUGENUPが制作統括とアートディレクションを担当。
- みにくいマルコ ~えんとつ町に咲いた花~（2021年05月31日発売、幻冬舎、ISBN 9784344037076）

### 西野亮廣名義

#### 映画シナリオ台本
- 『映画 えんとつ町のプペル』シナリオ台本[71]

#### 映画脚本
- 『映画 えんとつ町のプペル　~約束の時計台~』(第３稿)[72]（2022年10月30日発売）
- 『映画 えんとつ町のプペル ~約束の時計台~』（第４稿）[73]（2022年11月22日発売）

#### 小説
- グッド・コマーシャル（2010年5月25日発売、幻冬舎、ISBN 978-4-344-01825-9）[8]

#### エッセー
- 嫌われ西野、ニューヨークへ行く（2013年8月26日発売、宝島社、ISBN 978-4-800-21150-7）
- 新世界（2018年11月16日発売、KADOKAWA、ISBN 978-4048964371）
- ゴミ人間 日本中から笑われた夢がある（2020年12月18日発売、KADOKAWA、ISBN 9784048968928）

#### ビジネス書
- 魔法のコンパス 道なき道の歩き方（2016年8月12日発売、主婦と生活社、ISBN 978-4-391-14919-7）
  - 新・魔法のコンパス（2019年5月24日発売、角川文庫、ISBN 978-4048964555）
- 革命のファンファーレ 現代のお金と広告（2017年10月4日発売、幻冬舎、ISBN 9784344031555）
- バカとつき合うな（堀江貴文との共著）（2018年10月26日発売、徳間書店、ISBN 978-4198647056）
- 夢と金（2023年4月19日発売、幻冬舎、ISBN 978-4344040502）

### その他

#### ムック
- 別冊カドカワ【総力特集】西野亮廣（2020年12月18日発売、KADOKAWA、ISBN 9784048960861）

#### 雑誌
- Discover Japan(ディスカバージャパン) 2017年 02 月号（2017年1月6日発売、エイ出版社、ASIN B01N0NWCN6）

## 受賞歴

### 広告
- 第86回毎日広告デザイン賞 広告主参加作品の部 最高賞[74]